# Защищённые облачные вычисления
Защищённые облачные вычисления —это раздел компьютерной безопасности, сетевой безопасности и, в более широком смысле, информационной безопасности. Они относятся к широкому набору политик, технологий, приложений и элементов управления, используемых для защиты виртуализированных IP, данных, приложений, услуг и связанной инфраструктуры облачных вычислений. 

## Требования к защищённому облачному хранилищу
В стандарте ISO 7498-2, разработанном Международной организацией стандартов (ISO), информационная безопасность должна охватывать ряд предлагаемых ниже требований. В этом отношении также следует руководствоваться безопасностью облачных вычислений, чтобы стать эффективным и безопасным технологическим решением.
К этому основному стандарту требования информационной безопасности относятся:
- Идентификация и аутентификация
- Авторизация
- Конфиденциальность
- Целостность
- Неотказуемость
- Доступность

В настоящее время предлагается четыре типа моделей облачного развёртывания: публичное, частное, гибридное облако и общественное облако и модели обслуживания, как : программное обеспечение как услуга (SaaS), платформа как услуга (PaaS) и инфраструктура как услуга (IaaS).
При принятии решения о том, какую модель облачного развёртывания и обслуживания использовать , вендорам и организации необходимо целостно оценивать соображения безопасности с точки зрения архитектуры предприятия, принимая во внимание различия в информационной безопасности каждой облачной модели развёртывания и модели обслуживания.

## Безопасность в разных моделях обслуживания

### В модели SaaS
В модели SaaS приложение доступно через веб-браузер и запускается на облачной инфраструктуре, в этом случае клиент не имеет возможности управлять сетью, серверами, ОС, сохранением информации и даже некоторыми дополнительными возможностями используемых приложений. Исходя из этого при использовании модели SaaS, главная ответственность по предоставлению и обеспечению безопасности возлагается только на поставщиков и в связи с этим пользователь не имеет возможности управлять паролями.
Основной риск в модели SaaS заключается в том, что приложения расположены в облаке и для доступа к приложению можно использовать различные учётные записи. Компании, разработавший сервис хранения, могут решить описанную проблему путём проведения унификации учётных записей для облачных и локальных систем. Если пользователь, использующий сервис хранения этих компаний, в едином лице будет контролировать вход в приложение, то в свою очередь он получит доступ к рабочим станциям и облачным сервисам. Данный подход способствует уменшению количества «подвисших» учётных записей, которые могут быть подверженные взлому после увольнения сотрудников.

### В модели PaaS
Использование модели PaaS предвидит, что клиент самостоятельно создаёт приложение на необходимых ему языках программирования и инструментах, а потом разворачивает их на удаленных серверах с использованием облачных технологий. Аналогично модели SaaS, клиенты PaaS лишены возможности управления и контроля за инфраструктурой облачных приложений — сети, сервера, ОС, системы хранения данных, но пользователь имеет возможность развёртывать приложения. Используя модель PaaS, клиенты должны учитывать вопросы о безопасности приложений, управления АРІ, речь идёт о подтверждении входа в систему, авторизации, проведения проверки. Главная проблема, которая возникает при использовании PaaS — это шифрование данных. Отметим, что модель PaaS сама по себе безопасна, но возникает риск связанный с малой производительностью системы. Возникновение описанной проблемы прежде всего связано с тем что при осуществлении обмена информацией между провайдерами PaaS необходимо пользоваться шифрованием, но для этого требуется соответственна мощность процессора. Кроме того, известно, что любое действие передачи информации пользователей необходимо осуществлять по зашифрованному каналу передачи данных.

### В модели IaaS
В IaaS клиенты не могут управлять облачной инфраструктурой, но в то же время они имеют доступ к управлению ОС, сохранению информации и развёртыванию приложений, в редких случаях, возможно ограничение при выборе различных компонентов сети. Отметим, что, в рассматриваемой модели существует несколько вариантов для обеспечения самой по себе безопасности, без всесторонней защиты инфраструктуры, из этого следует то, что клиенты сами должны организовать безопасность используемой операционной системы, информационного контента, приложений, и управления API.

## Безопасность и приватность

### Управление идентификацией
Каждое предприятие будет иметь свою собственную систему управления идентификацией для контроля доступа к информации и вычислительным ресурсам. Облачные провайдеры либо интегрируют систему управления идентификацией клиента в свою собственную инфраструктуру, используя технологию федерации или SSO, либо биометрическую систему идентификации, либо предоставляют собственную систему управления идентификацией. CloudID, например, обеспечивает сохранение конфиденциальности и облачную биометрическую идентификацию между предприятиями. Он связывает конфиденциальную информацию пользователей с их биометрическими данными и хранит её в зашифрованном виде. Используя метод шифрования с возможностью поиска, биометрическая идентификация выполняется в зашифрованном домене, чтобы убедиться, что провайдер облачных услуг или потенциальные злоумышленники не получают доступ к каким-либо конфиденциальным данным или даже к содержимому отдельных запросов.

### Физическая безопасность
Поставщики облачных услуг физически защищают ИТ- аппаратное обеспечение (серверы, маршрутизаторы, кабели и т. д.) от несанкционированного доступа, помех, краж, пожаров, наводнений и т. д. и обеспечивают достаточную надёжность основных источников (таких как электричество), чтобы минимизировать возможность срыва. Обычно это достигается путём обслуживания облачных приложений из центров обработки данных «мирового класса» (то есть профессионально определённых, спроектированных, сконструированных, управляемых, контролируемых и обслуживаемых)

### Безопасность персонала
Различные проблемы информационной безопасности, связанные с ИТ и другими специалистами, связанными с облачными сервисами, как правило, решаются с помощью действий до, во и после трудовых деятельностей, таких как проверка безопасности потенциальных новобранцев, программы повышения осведомлённости о безопасности и обучения.

### Приватность
Поставщики гарантируют, что все важные данные (например, номера кредитных карт) замаскированы или зашифрованы, и что только авторизованные пользователи имеют доступ к данным в полном объёме. Кроме того, цифровые идентификационные данные и учётные данные должны быть защищены, как и любые данные, которые поставщик собирает или производит о деятельности клиентов в облаке.

## Безопасность данных
Следующие требования безопасности снижают уровень угроз, связанных с облачными технологиями:

### Конфиденциальность
Конфиденциальность данных — это свойство, при котором содержимое данных не предоставляется или не раскрывается нелегальным пользователям. Аутсорсинговые данные хранятся в облаке и находятся вне прямого контроля владельцев. Только авторизованные пользователи могут получить доступ к конфиденциальным данным, в то время как другие, включая CSP(Cloud Services Provider), не должны получать какую-либо информацию о данных. Между тем владельцы данных ожидают полного использования облачных услуг передачи данных, например, поиска данных, вычисления данных и обмена данными, без утечки содержимого данных к CSP или другим злоумышленникам.

### Управление доступом
Управление доступом означает, что владелец данных может осуществлять выборочное ограничение доступа к своим данным, переданным в облако. Легальные пользователи могут быть авторизованы владельцем для доступа к данным, в то время как другие не могут получить к ним доступ без разрешений. Кроме того, желательно обеспечить детальное управление доступом к внешним данным, то есть разным пользователям должны быть предоставлены разные привилегии доступа в отношении разных частей данных. Авторизация доступа должна контролироваться только владельцем в ненадёжных облачных средах.

### Целостность
Целостность данных требует поддержания и обеспечения точности и полноты данных. Владелец данных всегда ожидает, что его или его данные в облаке могут храниться правильно и надёжно. Это означает, что данные не должны быть незаконно подделаны, неправильно изменены, преднамеренно удалены или злонамеренно сфабрикованы. Если какие-либо нежелательные операции повреждают или удаляют данные, владелец должен быть в состоянии обнаружить повреждение или потерю. Кроме того, когда часть данных, переданных на аутсорсинг, повреждена или потеряна, они все равно могут быть восстановлены пользователями данных.

## Использование шифрования для безопасности данных
Приведены некоторые алгоритмы шифрования, которые примененяются в облачных вычислениях и усиливают защиту данных.

### ABE-шифрование
ABE-шифрование (шифрование на основе атрибутов) — разновидность алгоритмов шифрования с открытым ключом, в которых закрытый ключ, применяемый пользователем для расшифрования данных, зависит от некоторых атрибутов пользователя (например, должность, место жительства, тип учётной записи и т. д.). В такой системе расшифрование шифртекста возможно только в том случае, если набор атрибутов пользовательского ключа совпадает с атрибутами зашифрованного текста.

### CP-ABE-шифрование
CP-ABE-шифрование использует деревья доступа для шифрования данных, а секретный ключ пользователя генерируются через набор атрибутов.

### KP-ABE-шифрование
KP-ABE-шифрование использует наборы атрибутов для описания зашифрованных текстов, а закрытые ключи связаны с указанной политикой, которую будут иметь пользователи.

### FHE-шифрование
FHE-шифрование позволяет вычислять зашифрованные данные, а также позволяет вычислять сумму и произведение для зашифрованных данных без расшифрований.

### Шифрование с возможностью поиска (Searchable Encryption)
Шифрование с возможностью поиска — класс криптографических алгоритмов шифрования, в которых существует возможность осуществлять поиск по зашифрованным данным.
 Шифрование заключается в выполнении обратимой операции (например, XOR) с псевдослучайной последовательностью, а ключом, соответственно, является зерно ГПСП. Такая схема выполняет поиск за линейное от размера шифротекста время, а её надёжность зависит от качества псевдослучайной последовательности и прешифрования..

## Примеры
Как и большая часть конкурентов, Dropbox шифрует данные клиентов на стороне сервера, однако отказывается от шифрования в клиентской части программы. Также потоковая передача файлов с серверов компании не всегда зашифрована. Таким образом становится возможной компрометация данных в ходе загрузки и выгрузки файлов на сервера. Кроме того, у Dropbox внушительная история инцидентов безопасности.
Один из самых популярных отечественных сервисов хранения — «Яндекс. Диск», являющийся несколько более надёжным чем Dropbox. В него встроена интеграция с другими сервисами «Яндекса», кроме того, присутствует двухфакторная аутентификация, в том числе с использованием пин-кода, QR-кода и TouchID. При загрузке файлы проверяются на вирусы, а данные передаются по шифрованному каналу. Без скандалов в своей истории сервис тоже не обошёлся.
Для пользователей техники Apple существует облачное хранилище iCloud Drive. С этим сервисом связан, наверное, самый крупный скандал в истории облачных хранилищ, когда в 2014 году произошёл массовый взлом аккаунтов в iCloud, в результате которого в сеть попало множество персональных данных пользователей. После инцидента Apple серьёзно взялась за улучшение безопасности сервиса — сейчас данные в iCloud Drive шифруются и при передаче, и на сервере, пароль проверяется на надёжность, присутствует двухфакторная аутентификация. С учётом вышеперечисленного облачное хранилище от Apple на данном этапе является крайне надёжным.